# Natha
Natha, Nathowie – wiznuicka sekta religijna, założona w XII w. przez Dźńaneśwara, działająca zwłaszcza na terenie Maharasztry i Bengalu. Głównym obiektem kultu jest lokalne bóstwo Witthala (Withoba), zasadniczo traktowany jako manifestacja Kryszny/Wisznu, ale z pewnymi śiwaickimi atrybutami.